# Kortvleugelige zaagpoot
De kortvleugelige zaagpoot (Scolopostethus affinis) is een wants uit de onderfamilie Rhyparochrominae en uit de familie bodemwantsen (Lygaeidae).
De onderfamilie Rhyparochrominae wordt ook weleens als een zelfstandige familie Rhyparochromidae gezien in een superfamilie Lygaeoidea. Lygaeidae is conform de indeling van bijvoorbeeld het Nederlands Soortenregister.

## Uiterlijk
De kortvleugelige zaagpoot is 3,1 tot 4 mm lang. De wantsen van het geslacht Scolopostethus hebben aan de onderzijde van de dijen van de voorpoten een groot aantal kleine doorns. Ze hebben ook allemaal een witte vlek aan de zijkant (in het midden) van het halsschild (pronotum). Het bovenste deel van het halsschild is zwart en de onderste helft is bruin. De kleur van de antennes is vaak verschillend tussen de soorten. Van de antennes van de kortvleugelige zaagpoot zijn de eerste twee segmenten lichtbruin en de laatste twee segmenten donkerbruin. De poten zijn lichtbruin, de dijen van de voorpoten kunnen ook donkerbruin zijn. Deze wants is bijna altijd kortvleugelig (brachypteer). Het vleugelmembraan (doorzichtige deel van de voorvleugel) is dan ook kort. Maar ze kunnen een enkele keer ook langvleugelig (macropteer) zijn.

## Verspreiding en habitat
De soort is wijdverspreid in Europa van het zuiden van Scandinavië tot het noorden van het Middellandse Zeegebied. Naar het oosten is hij verspreid tot in West-Siberië en Klein-Azië en het gebied rond de Kaspische Zee. Men vindt hem op voedselrijke plaatsen zonder voorkeur voor vochtige of droge omstandigheden, zowel op zonnige als op schaduwrijke plaatsen.

## Leefwijze
De dieren zuigen zowel aan zaden, die op de grond liggen als aan onrijpe zaden van verschillende kruidachtige planten (zelden van houtige gewassen). Ze zijn vooral te vinden op brandnetels (Urtica). De ontwikkeling is verschillend. Meestal vindt men het hele jaar imago’s. Nimfen zijn voornamelijk te vinden in de zomer, maar ook in de winter. In gunstige jaren, is het mogelijk dat een gedeeltelijke of volledige tweede generatie wordt gevormd. De eieren worden gelegd in mei en juni. De wantsen overwinteren in de strooisellaag, dood hout of achter losse schors.